# Mina (Iloilo)
Mina è una municipalità di quinta classe delle Filippine, situata nella Provincia di Iloilo, nella Regione del Visayas Occidentale.
Mina è formata da 22 baranggay:
- Abat
- Agmanaphao
- Amiroy
- Badiangan
- Bangac
- Cabalabaguan
- Capul-an
- Dala
- Guibuangan
- Janipa-an East
- Janipa-an West

- Mina East (Pob.)
- Mina West (Pob.)
- Nasirum
- Naumuan
- Singay
- Talibong Grande
- Talibong Pequeño
- Tipolo
- Tolarucan
- Tumay
- Yugot